# B'wana Beast
B'wana Beast var en udda tecknad superhjälteserie som publicerades i två nummer av DC Comics' antologitidning Showcase 1967. Huvudfigur var Mike Maxwell, amerikansk äventyrare i Afrika, som fick superkrafter då en intelligent gorilla gav honom ett serum och en antik afrikansk mask. Med krafterna han fick kunde Maxwell skapa hybrider av djur (till exempel ett gripliknande monster genom att "smälta samman" en örn och ett lejon) och kontrollera varelserna så att de hjälpte honom i kamp mot brottslingar eller ondsinta gerillaledare. B'wana Beast blev hans superhjältenamn.
Idén var långsökt även för sin tid, och under ett par decennier blev det inte fler framträdanden (utöver några cameos i DC:s superhjältetidningar). 1988 återupplivade emellertid Grant Morrison figuren i tidningen Animal Man och lyckades faktiskt göra honom till en någorlunda trovärdig hjälte. I Animal Man nummer 13 pensionerade sig Maxwell och gav serumet och dräkten till en svart sydafrikan vid namn Dominic Mndawe. Som hjälte kallar sig Mndawe nu för Freedom Beast och har gjort korta gästspel i flera DC-tidningar.
Trots de koloniala konnotationerna (inte minst när det gäller huvudfigurens namn) så var de ursprungliga avsnitten av "B'wana Beast" påfallande moderna för sin tid. Maxwells bäste vän var en afrikansk nationsledare som jobbade för att demokratisera sitt hemland.
Den ursprungliga versionen skrevs (troligen) av Bob Haney och tecknades av Mike Sekowsky.